# 一个人的圣经
《一个人的圣经》是法籍华裔作家高行健的第二部长篇小说，1999年出版，一般被视为1990年出版的《灵山》的续作。该书像前作一样具有自传性，描写了作者在文革及流亡西方时期的一系列见闻。书中叙事者继续了《灵山》中的朝圣之旅，探索存在的形而上学意义。在叙事技巧上，《灵山》中的“我”分别以“我”、“你”、“他”来叙述，以制造疏离感。
小说分两条线进行，第一部分是“你”现在的生活，“你”是一个流亡国外的剧作家和小说家。第二部分是“他”在文革中及改革开放早期的经历。“他”是“你”在回忆中唤醒的，在德国犹太女人马格丽特的询问中，当时你二人在香港的一所宾馆里，而香港即将回归。马格丽特沉浸在犹太民族的痛苦回忆中，而“你”则与过去彻底决裂。